# Cathédrale Notre-Dame-et-Saint-Arnoux de Gap
Cette  cathédrale n’est pas la seule cathédrale Notre-Dame.
La cathédrale Notre-Dame-et-Saint-Arnoux de Gap est la cathédrale du diocèse de Gap en France. Elle est située à Gap dans les Hautes-Alpes. Elle est le siège de l'évêché de Gap et d'Embrun.

## Présentation
Elle est placée sous le vocable de Notre-Dame de l'Assomption. Sa dédicace renvoie aussi à saint Arnoux (ou Arnould), évêque de la cité au XIe siècle et saint patron de la ville de Gap.

## Histoire

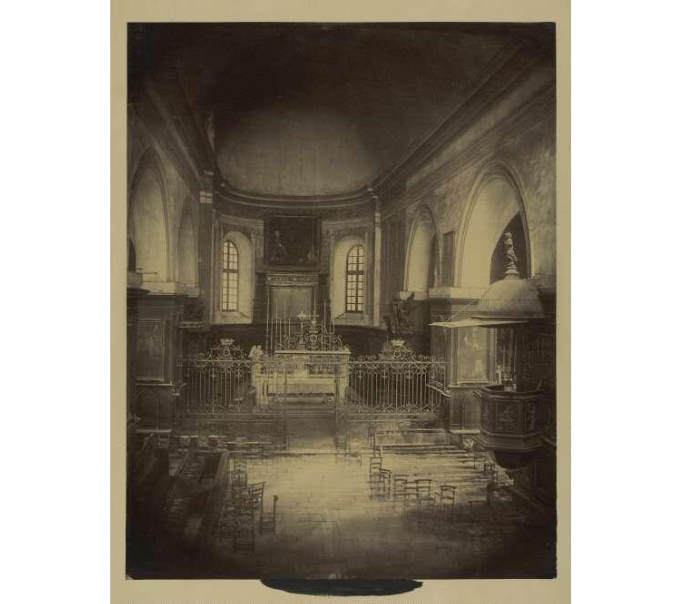
Photographies de l'ancienne cathédrale de Gap, le porche d'entrée.

À l'initiative de l'évêque de Gap, Mgr Bernadou, elle est construite entre 1866 et 1904 dans le style néo-gothique en vogue à cette période, par l'architecte Charles Laisné en remplacement d'une ancienne cathédrale médiévale qui tombait en ruine.

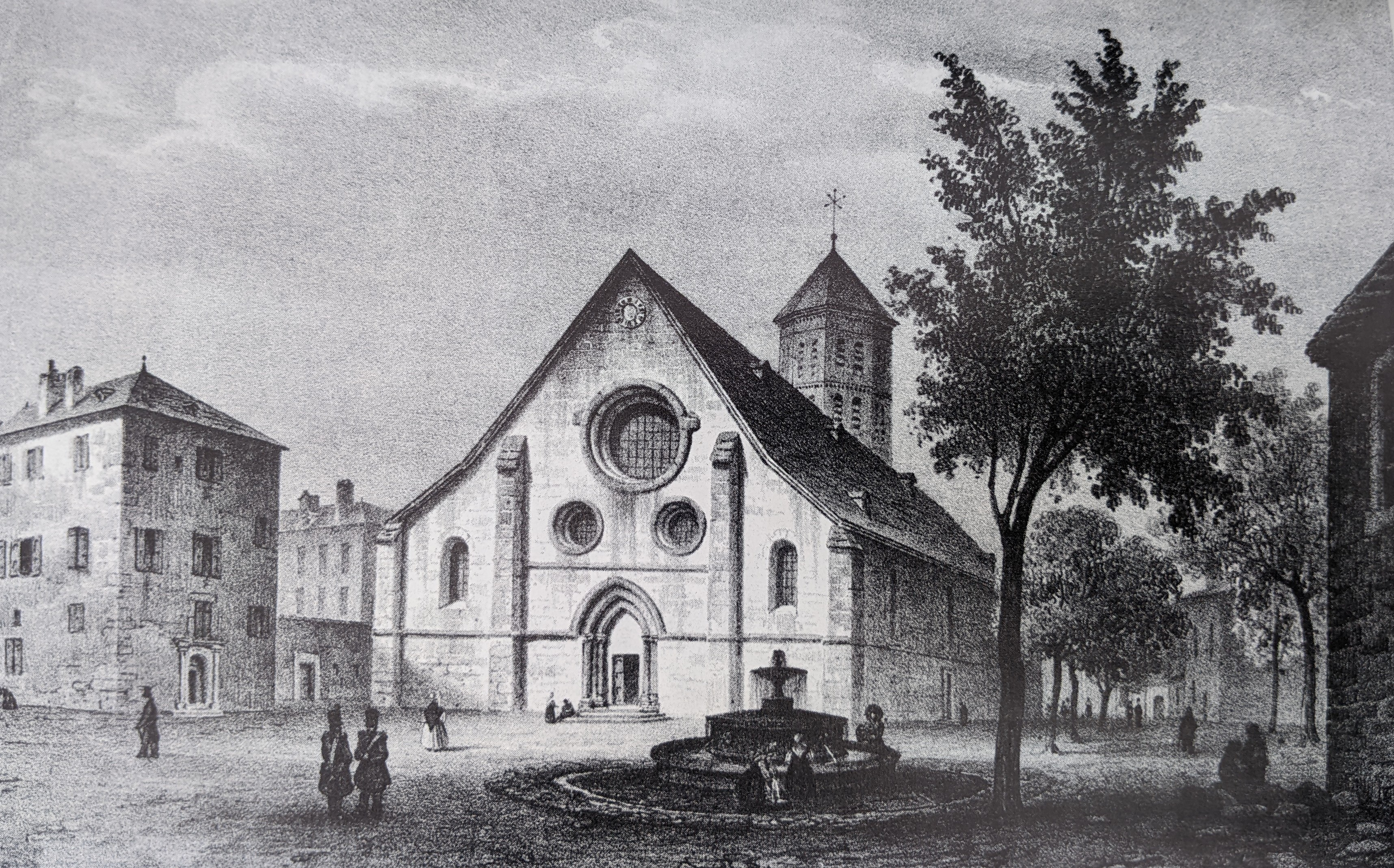
Ancienne cathédrale de Gap, démolie en 1866.

Consacrée le 21 septembre 1895 par l'évêque Mgr Berthet, elle est classée monument historique depuis 1906. L'architecte confie la réalisation de la verrière du chœur au peintre-verrier Émile Hirsch ; la mosaïque est réalisée par Giandomenico Facchina.

Vue de l'intérieur de la nef (1885)
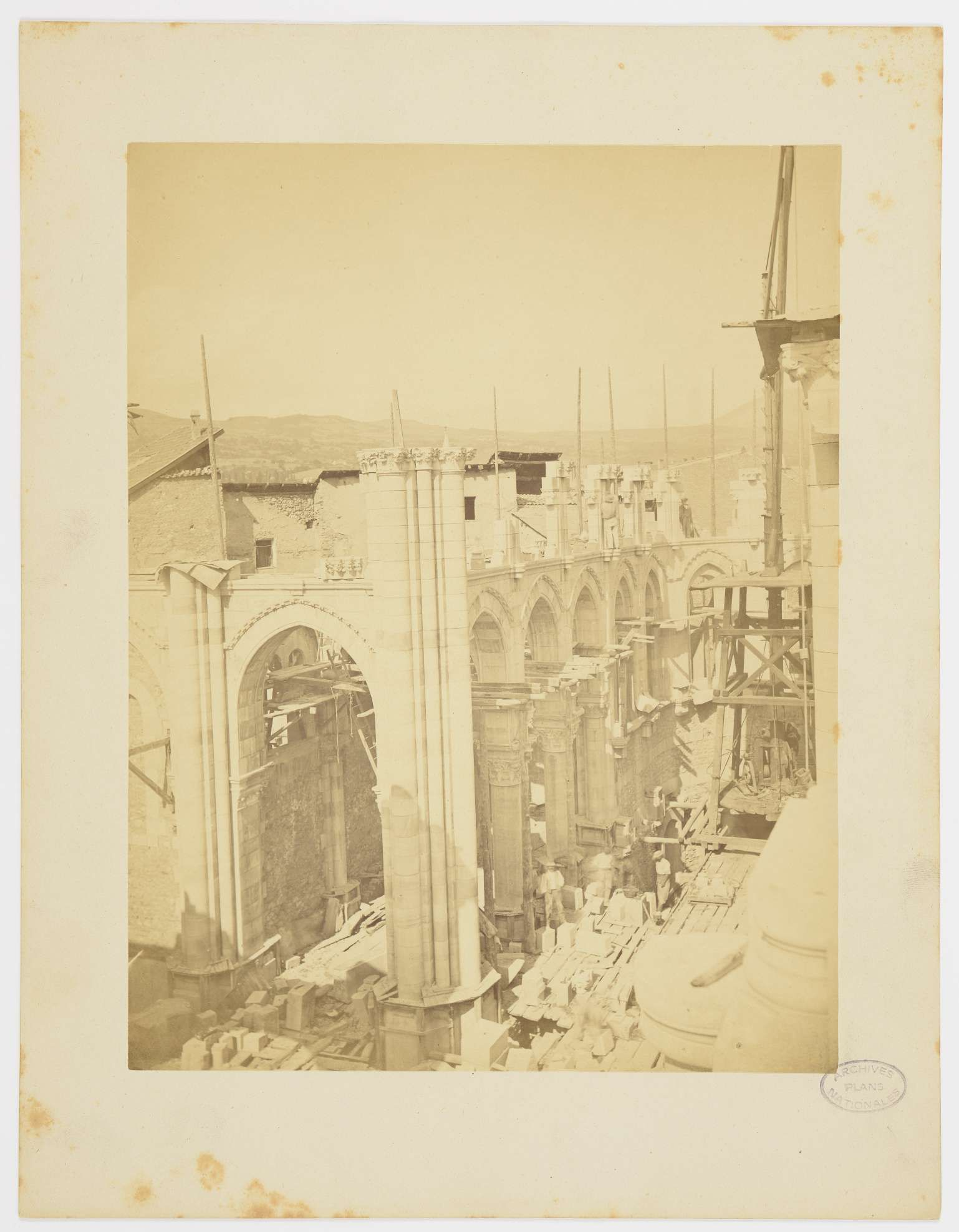
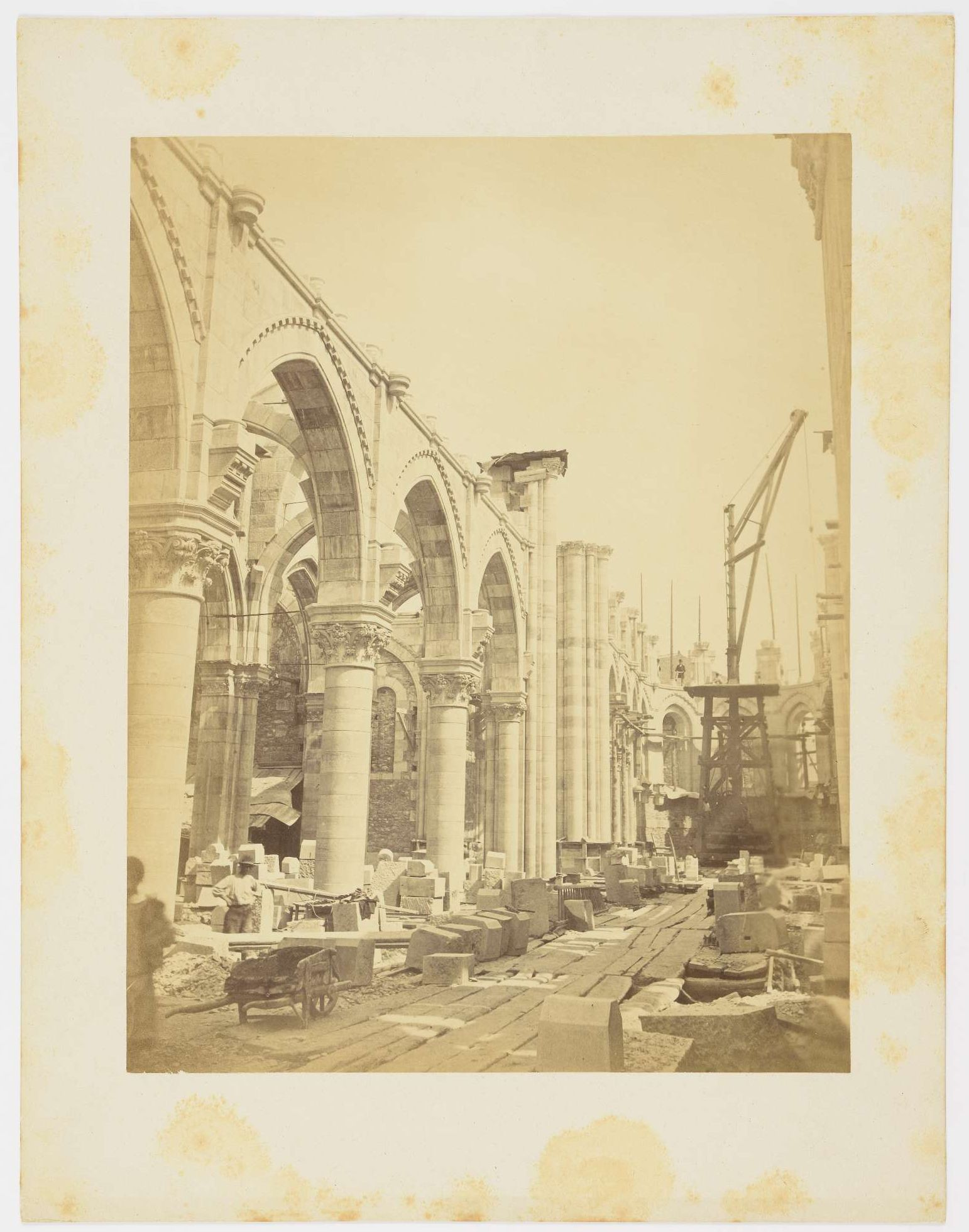
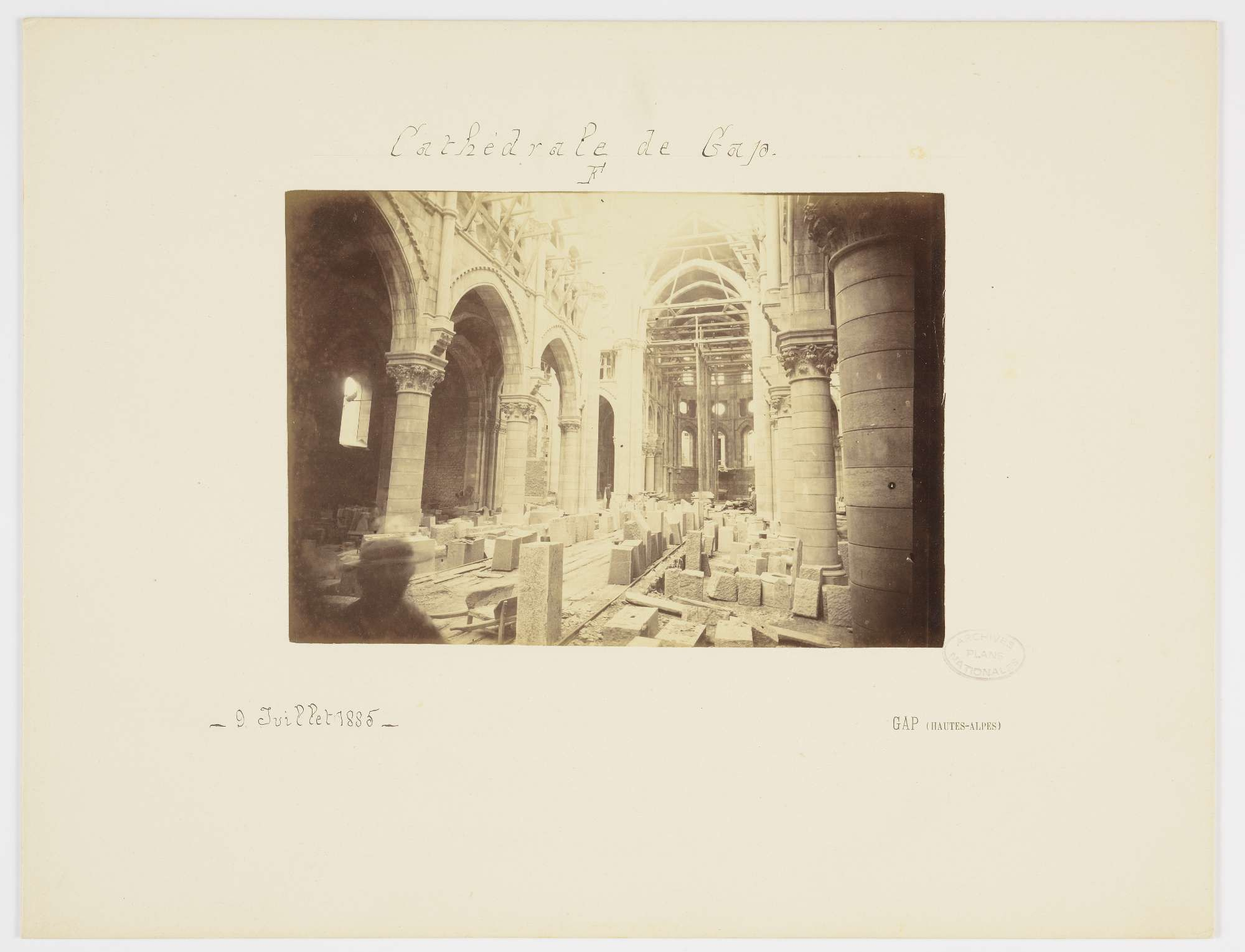

## Architecture
L'église présente une façade polychrome due à l'emploi de pierres de couleurs différentes. Elle s'inspire de la cathédrale d'Embrun, sa voisine, et du style lombard.
La polychromie des murs extérieurs provient de diverses pierres de couleur blanche, grise ou rose. Le clocher s'élève à 70 mètres, ce qui en fait le bâtiment le plus élevé de la ville de Gap. Le clocher précédent était à côté du chœur et pas au-dessus de la porte d'entrée, comme on peut le voir sur les gravures de l'époque.
Plusieurs mois de travaux ont été nécessaire pour nettoyer la façade de l'édifice et pour la création d'un nouveau parvis. L'inauguration du parvis a eu lieu le 14 novembre 2019.

## L'orgue de tribune
L'orgue actuel, construit par le facteur Jean Dunand, de Villeurbanne, remplace l'instrument précédent datant de 1946 qui était l'œuvre de Paul Marie Koenig. Le buffet occupe toute la largeur de la nef. Les transmissions sont mécaniques pour les notes et électriques pour les jeux. Ce nouvel orgue a été inauguré en 1981 par Pierre Cochereau.
Composition
| Positif 56 notes |
| Montre 8'        |
| Prestant 4'      |
| Nazard 2' 2/3    |
| Doublette 2'     |
| Tierce 1' 3/5    |
| Larigot 1' 1/3   |
| Plein-jeu V      |
| Trompette 8'     |
| Cromorne 8'      |

| Grand-Orgue 56 notes  |
| Montre 16'            |
| Montre 8'             |
| Bourdon à cheminée 8' |
| Dessus de flûte 8'    |
| Prestant 4'           |
| Grande tierce 3' 1/5  |
| Nazard 2' 2/3         |
| Doublette 2'          |
| Cornet V              |
| Grande fourniture III |
| Petite fourniture V   |
| Cymbale               |
| Bombarde 16'          |
| Trompette 8'          |
| Clairon 4'            |

| Récit expressif 56 notes |
| Quintaton 16'            |
| Bourdon 8'               |
| Gemshorn 8'              |
| Undamaris 8'             |
| Principal conique 4'     |
| Flûte 2'                 |
| Tierce 1' 3/5            |
| Sifflet 1'               |
| Cornet III               |
| Cymbale III              |
| Basson 16'               |
| Trompette 8'             |
| Basson-hautbois 8'       |
| Voix humaine 8'          |

| Pédale 32 notes |
| Principal 16'   |
| Principal 8'    |
| Bourdon 8'      |
| Quinte 5' 1/3   |
| Principal 4'    |
| Bombarde 16'    |
| Trompette 8'    |
| Clairon 4'      |

## Galerie

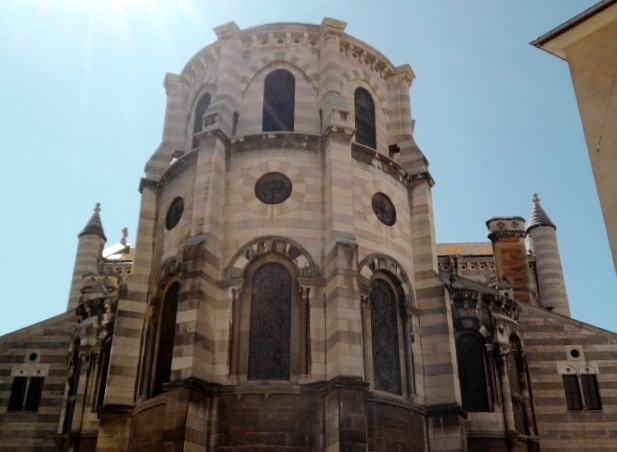
Vue de l'abside de l'édifice.
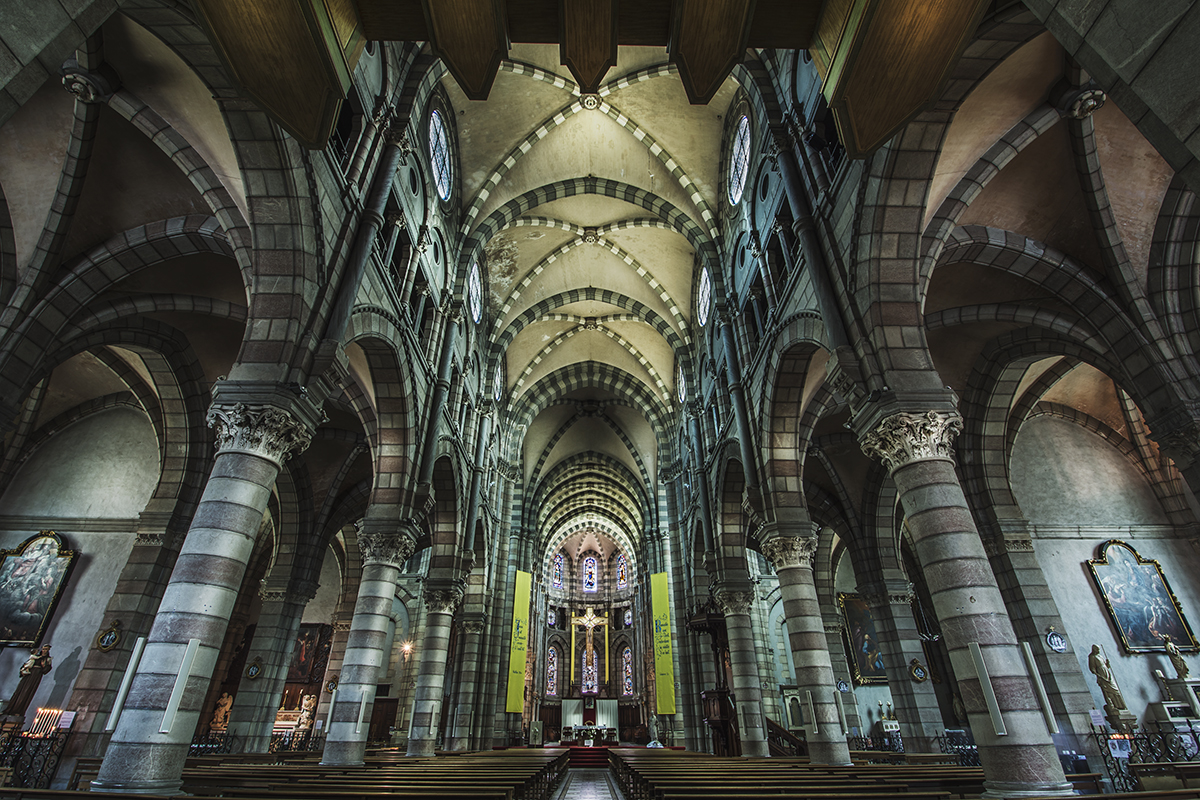
La nef centrale.
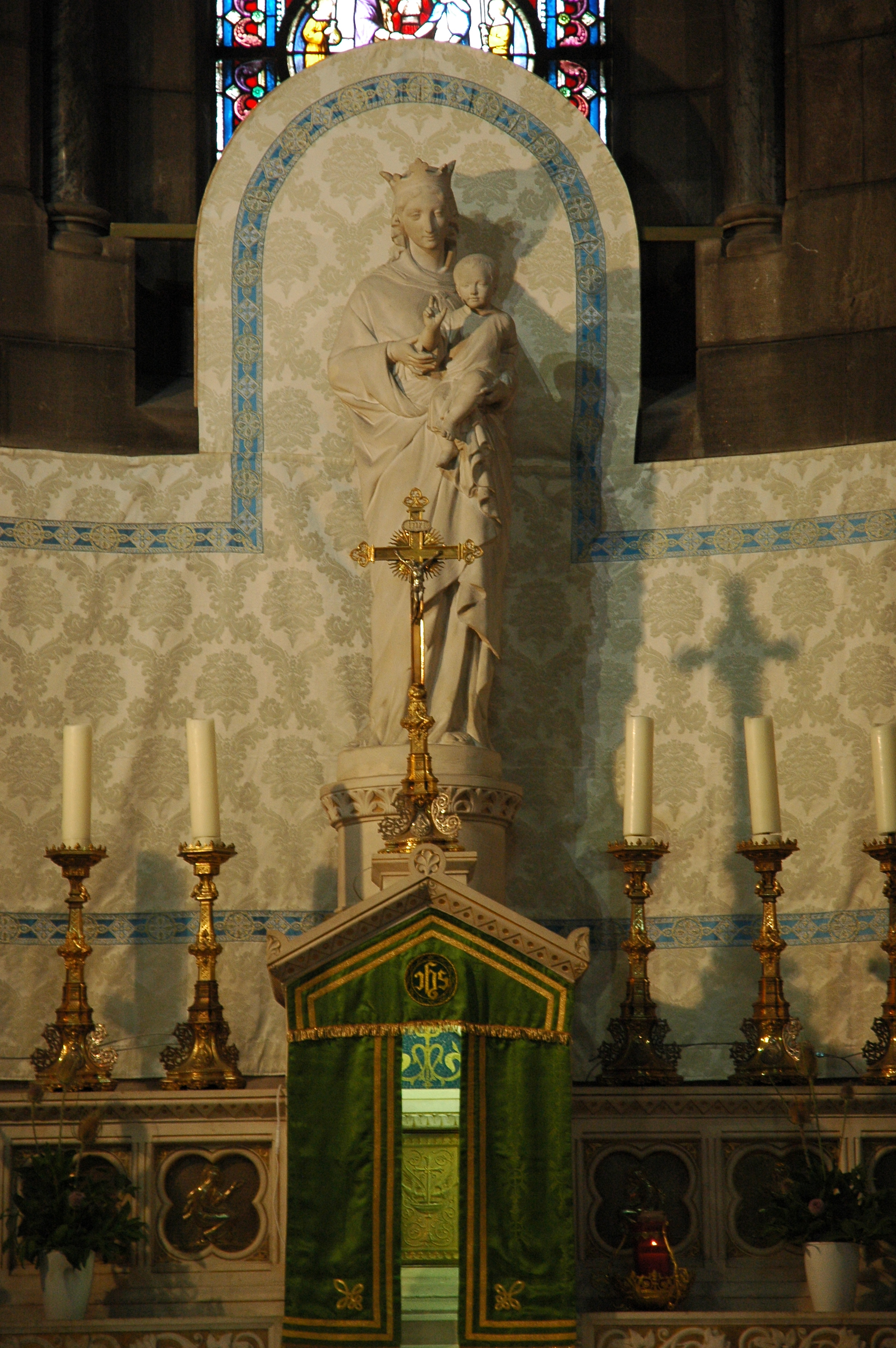
Statue de la Vierge à l'Enfant en pierre de Lens, Émilien Cabuchet, chapelle de la Vierge et du Saint-Sacrement.
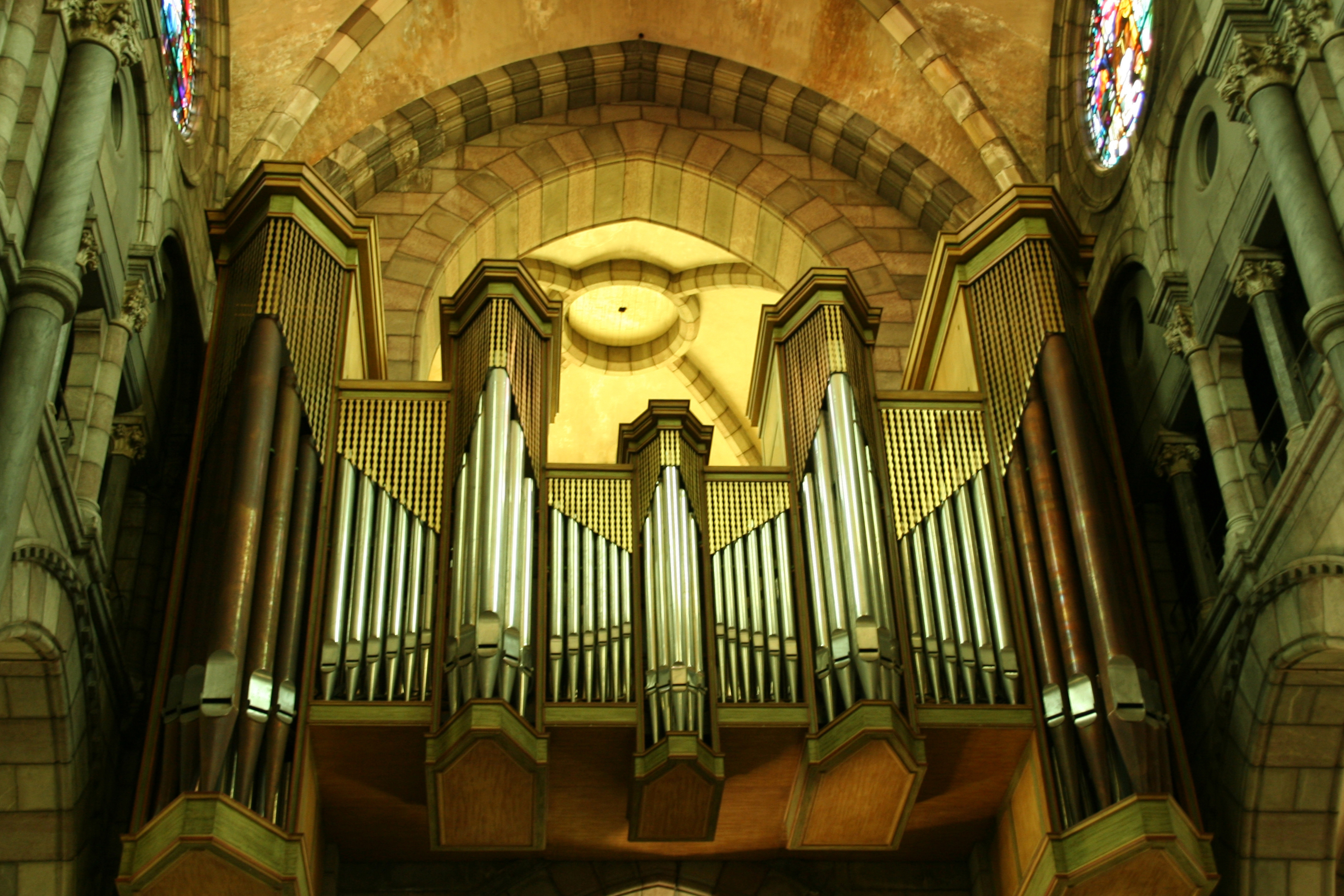
L'orgue de tribune.

## Vie de la cathédrale
- Le groupe musical Les Prêtres, composé de deux prêtres du diocèse et d'un ex-séminariste, a tourné le clip du titre phare du deuxième album, Le Lac des Cygnes de Tchaïkovski, dans la cathédrale[7].

- L’œuvre de Paul Fryer, représentant le Christ sur une chaise électrique, est exposée dans la cathédrale, à l'initiative de l'évêque du diocèse Jean-Michel Di Falco en 2009. Cette Pietà suscite de vives réactions parmi la communauté catholique de Gap, jugeant cette œuvre soit scandaleuse, soit bénéfique[8]. L'évêque se justifie en disant que le but premier de l'exposition est de forcer les gens à venir dans une église et à s'interroger sur le mystère de la Croix : « s'il y a scandale pour certains, il n'est pas là où ils le pensent ! Le scandale, c'est notre indifférence devant la croix du Christ »[9].
- La cathédrale est desservie par un curé et des prêtres de la Communauté Saint-Martin, depuis 2021[10],[11].